# De Gyldne Ord
Carlsbergs Gyldne ord formuleret af Carlsbergs grundlægger Jacob Christian Jacobsen: 
| Citat | Ved Carlsberg bryggeriernes drift skal det stadige formaal uden hensyn til øjeblikkelig fordel, at udvikle fabrikationen til den størst mulige fuldkommenhed, saaledes at disse bryggerier og deres produkter altid kan stå som et mønster og ved deres eksempel virke til, at ølbryggeriet her i landet holdes paa et højt og hænderligt standpunkt. | Citat |
|       | |       |